# Euphorbia comosa
Euphorbia comosa ist eine Pflanzenart aus der Gattung Wolfsmilch (Euphorbia) in der Familie der Wolfsmilchgewächse (Euphorbiaceae).

## Beschreibung
Die sukkulente Euphorbia comosa bildet strauchartig wachsende Kräuter bis 50 Zentimeter Höhe aus. Die Verzweigung erfolgt gegabelt mit dünnen und gebogenen Trieben, die etwas sukkulent und leicht angeraut sind. Die breit lanzettlichen Blätter werden bis 10 Zentimeter lang und besitzen einen etwa 2 Zentimeter langen Stiel.
Der Blütenstand besteht aus fünf bis sieben länglichen und in einer Richtung verdrehten Ähren, die end- und achselständig erscheinen. Diese werden bis 4 Zentimeter lang. Es werden fünf bis sieben runde Tragblätter ausgebildet. Diese sind an der Basis miteinander verwachsen, überlappen sich und sind gelblich grün gefärbt. Die Cyathien sind nahezu sitzend. Die Nektardrüsen besitzen breit eiförmige blütenblattähnliche Anhängsel. Die nahezu kugelförmige Frucht enthält die eiförmigen Samen, die bis 3 Millimeter groß werden.

## Verbreitung und Systematik
Euphorbia comosa ist im Osten von Brasilien verbreitet. Die Art steht auf der Roten Liste der IUCN und gilt als nicht gefährdet (Least Concern).
Die Erstbeschreibung der Art erfolgte 1829 durch José Mariano da Conceição Vellozo.